# Anton Adner

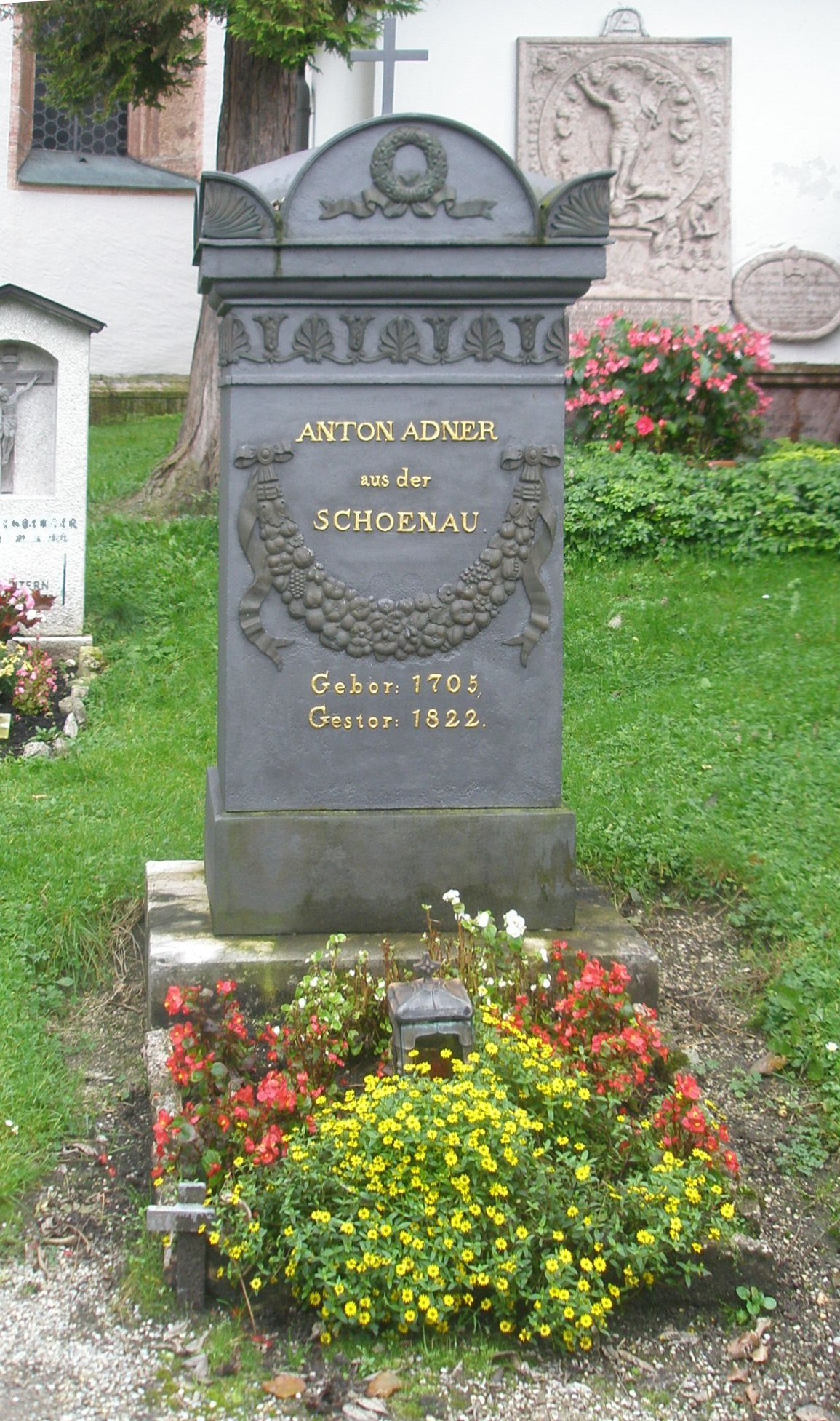

Anton Adner, llamado Danei (1705-1822), nació en Hanauerschmiede en la región de Berchtesgaden en Baviera, Alemania. Era conocido como el Matusalén Baviera, por ser una de las personas de Alemania que más años ha vivido.

## Primeros años
Anton Adner nació en 1705, y se cree que fue, ya sea de Schönau donde fue su residencia, o en Tirol, de la que Adner habría llegado después de que el nacimiento de su hijo. El apodo de Adner era Danei.

## Ocupación
Anton se dedicaba a vender artesanías de madera en forma ambulante por los pueblos de la región, y alcanzó a vivir la para entonces más que increíble edad de 117 años. Recorría también pueblos fuera de la zona de Berchtesgadener, llevando a todas partes sus figuras talladas en madera. Hasta la extremamente avanzada edad de 100 años fue visto aún por aquellos mercados, vendiendo sus creaciones.
Anton Adner era de reducida estatura y caminaba encorvado.

## Reconocimientos
A la edad de 112 años tuvo un encuentro con el Rey Maximiliano I de Baviera, quien impresionado por el personaje, a partir de ese momento se preocupó por su salud, al extremo que lo confió a los cuidados de su propio médico. 
Anton Adner muere en 1822 a los 117 años, afectado de las consecuencias de la hidropesía que padeció por muchos años. Debido a su extrema edad, el rey Luis I le mandó dedicar un monumento de hierro, que aún hoy se encuentra allí, en el cementerio antiguo de Berchtesgadener, contiguo a la iglesia de los Franciscanos.